# Fogou von Pendeen
 Das Fogou von Pendeen (auch Pendeen Vau genannt) ist eine archäologische Fundstätte 5 Kilometer nördlich von St Just in Penwith auf einer Farm in der Nähe des Leuchtfeuers Pendeen in Cornwall. In dem eponymen Dorf wurde William Borlase jun., einer der ersten Gelehrten, die sich mit cornischer Vorgeschichte befassten, im Jahre 1695 geboren. 
Fogou bedeutet „Höhle“ und ist die cornische Bezeichnung für unterirdische Gänge und Kammern aus der Eisenzeit. In Schottland werden ähnliche Strukturen „Earthhouse“ oder „Weem“ genannt. Der Oberbegriff für diese Strukturen ist Souterrain. Der ursprüngliche Zweck der Fogous ist unbekannt. Bei Souterrains wird grundsätzlich zwischen „rock-cut“, „earth-cut“, „stone built“ und „mixed“ Souterrains unterschieden.
Der ursprüngliche Eingang des Fogou von Pendeen ist unbekannt. Der heutige Zugang befindet sich in einer Mauer. Hinter dem Portal läuft der Gang etwa sieben Meter nach Norden und abwärts. Die Deckensteine sind hier, um die jeweilige Sturzhöhe, abgetreppt. Am unteren Ende wendet sich der Gang um etwa 45 Grad nach links und verläuft dann für etwa 10 m gerade. Am Ende dieses Abschnitts befindet sich eine kleine Öffnung. Diese Passage zeigt baulich die typische Gestaltung der Fogous. Die seitlichen Mauern tendieren in Richtung Decke leicht nach innen und bildet einen Trapez-Querschnitt. Der Boden im Gang ist mit großen Platten ausgelegt. 
Im Knick befindet sich nahe dem Boden eine 50 cm hohe Öffnung. Sie führt in eine 7,5 m lange und 1,75 m breite Nebenkammer. Sie ist in der Mitte etwa 1,25 m hoch und hat einen halbrunden Querschnitt. Diese Kammer ist für ein Fogou untypisch, da es sich um eine Aushöhlung im Rab handelt. "Rab" wird ein für Cornwall typisches  Konglomerat aus Granit-Partikeln genannt, die in Ton gebunden sind. Der Kammerboden ist knöcheltief mit Schlamm bedeckt. In der Ecke der Kammer und an einigen Stellen im Gang stehen Wasserpfützen. Eine Hochwassermarke, 50 cm über dem Kammerboden zeigt an, wie hoch das Wasser ansteigen kann.